# Sentol Daya
Sentol Daya is een bestuurslaag in het regentschap Sumenep van de provincie Oost-Java, Indonesië. Sentol Daya telt 3065 inwoners (volkstelling 2010).